# 강진군동중학교
강진군동중학교는 전라남도 강진군 군동면에 있었던 공립 중학교이다.

## 연혁
- 1979년 3월 8일 : 개교
- 2008년 2월 29일 : 폐교

## 폐교 이후
폐교 이후, 강진군동중학교 자리에는 청람중학교가 2013년에 개교하였다.